# Аманаллах, Аззедин
Азеддин Аманаллах (араб. عز الدين أمان الله‎; род. 7 апреля 1956, Марракеш) — марокканский футболист, полузащитник.

## Карьера

### Клубная карьера
Во взрослом футболе дебютировал в 1977 году в составе клуба «Дифаа», где провёл шесть сезонов.
В 1983 году перешёл во французскую команду «Расинг», а в 1986 году стал игроком клуба «Ньор». В это время «Ньор» вышел в первую лигу чемпионата Франции. Всего в составе клуба сыграл в 68 матчах.
Завершил карьеру футболиста в 1990 году во французском клубе «Генгам», за который выступал с 1988 года.

### Карьера в сборной
В 1981 году дебютировал в официальных матчах в составе национальной сборной Марокко.
В составе сборной играл на чемпионате мира 1986 года в Мексике.